# Pretty Maids
I Pretty Maids sono un gruppo heavy metal nato a Horsens, Danimarca, per mano di Ronnie Atkins e Ken Hammer nel 1981.

## Storia

### Gli inizi
I Pretty Maids si formarono nel 1981 dal chitarrista Ken Hammer (pseudonimo di Kenneth Hansen), originariamente come cover band di gruppi come Rainbow e Thin Lizzy, ma presto iniziarono a comporre anche materiale proprio. La prima incarnazione della band vedeva Hammer, il bassista John Darrow (pseudonimo di Johnny Møller) ed il batterista Phil Moorheed (Henrik Andersen). L'anno seguente venne aggiornata la formazione con il frontman Ronnie Atkins (Paul Christensen), il secondo chitarrista Pete Collins (Jan Piete) ed il tastierista Alan "Stevie" Owen (Allan Nielsen).
La prima demo del gruppo, registrata nel tardo 1982, includeva i brani Shelley The Maid e City Lights. Pochi mesi dopo seguì la pubblicazione di un'altra demo, contenente le tracce Children Of Tomorrow, Fantasy e Warchild. Altre demo vedevano Heavy Metal, Rave On, Cold Killer e Bad Boys. Tutte queste demo vennero incise agli studios della Bullet Records situati a Stoke on Trent, Gran Bretagna, durante l'ottobre 1983, P.A.R. Records negli Stati Uniti e i Fingerprint in Danimarca.
Poco dopo la pubblicazione del mini-album Pretty Maids, il gruppo si assicurò una serie di date nel 1983, di supporto ad un'altra band sotto contratto con la Bullett, la NWOBHM band Le Griffe, nei club britannici. Altre demo includevano brani come No More, Nightranger, Queen Of The Night e Cold Killer. Tutte queste tracce, alcune con il titolo cambiato, appariranno in quello che sarà il loro debutto.

### Il successo

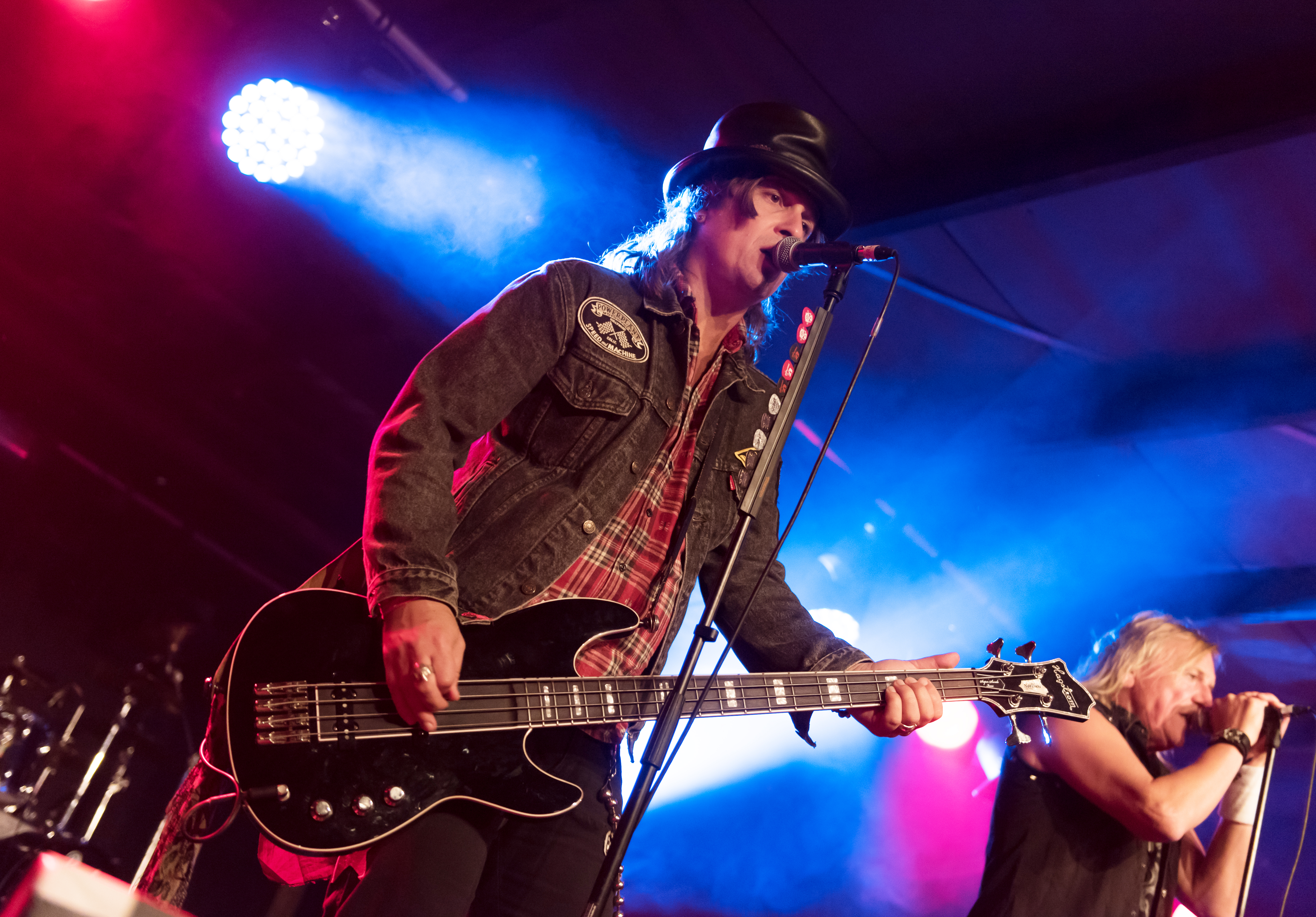
René Shades e Ronnie Atkins all'Headbangers Open Air 2017

Grazie al sostegno di Bernard Doe del giornale Metal Forces, il gruppo ottenne presto un contratto con la Epic Records in Danimarca. Prima delle registrazioni del nuovo disco, il chitarrista Pete Collins venne sostituito da Rick Hansen (Kim Hansen), mentre il bassista John Darrow verrà rimpiazzato da Allan Delong (Allan Klitgård Jensen). Tuttavia, Hansen abbandonò appena dopo le sessioni, cosicché verrà nuovamente chiamato in causa Collins.
I Pretty Maids aprirono per il concerto dei Black Sabbath in Danimarca nel 1983 per il supporto del debutto. Sarà nel 1984 che i danesi passeranno infatti alla pubblicazione di Red, Hot and Heavy, album sulle scie del heavy metal a tratti melodico, di matrice americana. Il gruppo parteciperà ad altri svariati festival dedicati all'heavy metal in Belgio e Polonia al fianco degli Hanoi Rocks, prima di intraprendere un tour britannico di supporto ai Saxon nel 1985. Altre performance seguirono al Metal Hammer Fest a Loreley, Germania, assieme a grandi nomi con Nazareth, Venom, Heavy Pettin, Wishbone Ash, Savage Grace, Running Wild, Tyran Pace, Metallica e Warlock.
Nel luglio 1986 la band tornò al lavoro per il secondo album ai noti Bearsville Studio di Albert Grossman a Woodstock (New York) con il produttore Eddie Kramer (Kiss, Anthrax, Fastway, Icon). Quattro delle tracce che verranno a comporre il disco vennero mixate da Kevin Elson a San Francisco mentre a Copenaghen, Flemming Rasmussen, noto per le sue collaborazioni con gruppi come Metallica, mixò il resto dei brani.
Il secondo album, Future World, vedrà la luce nell'aprile 1987. Il disco vedeva la partecipazione di un ospite d'eccezione ai backing vocals, l'ex cantante dei Rainbow e M.S.G. Graham Bonnet. Per le date di supporto al nuovo lavoro, suoneranno con i Deep Purple in un tour di tre settimane in Europa, oltre ad un'apparizione al Monsters of Rock festival in Germania, dove arruolarono il nuovo chitarrista tedesco "Angel" Gerhardt Schleifer. Nel tardo 1988 quest'ultimo abbandonò la formazione per raggiungere i tedeschi Bonfire, e verrà sostituito da Ricky Marx (Henrik Mark).
Nell'agosto 1989 le registrazioni del nuovo disco vennero mixate ai The Hit Factory ma, visti i risultati insoddisfacenti, verranno ri-mixate il mese seguente ai Werner Studio di Copenaghen.

### Anni '90
Il terzo album Jump the Gun, verrà pubblicato nell'aprile del 1990. Questo venne registrato ai PUK Studio in Danimarca sotto la produzione del bassista dei Deep Purple Roger Glover, che inoltre apparve come ospite assieme al batterista degli stessi Deep Purple Ian Paice. Questo venne contattato dopo che il loro batterista Phil Moorhead, venne coinvolto in un incidente automobilistico durante le sessioni. L'album venne reintitolato Lethal Heroes esclusivamente per il mercato statunitense. Curiosamente compariva nelle vesti di compositore per la traccia omonima del disco il chitarrista Dan Wexler, ex membro degli statunitensi Icon, che in futuro collaborerà anche con Alice Cooper. Quel settembre i Pretty Maids suonarono in Giappone per la prima volta. Altre date li vedevano di supporto ad Alice Cooper.
Nell'ottobre 1990 verrà pubblicato l'EP natalizio, In Santa's Claws, che vedeva come ospite il cantante dei Deep Purple Ian Gillan nella traccia "A Merry Jingle". Questo brano era una reinterpretazione dei The Greedies, un progetto di breve vita nato nel 1979 dall'unione di ex membri dei Sex Pistols e dei Thin Lizzy. Dominic Gale venne introdotto per le registrazioni delle due tracce in studio che andranno a comporre il disco, mentre la parte rimanente era composta da tre tracce live registrate al Rockilde festival del 1990. Agli inizi del 1991 i Pretty Maids persero il bassista Delong, il batterista Moorhead ed il chitarrista Ricky Marx, ritrovandosi costretti a riallestire una nuova formazione. I rimanenti Atkins e Hammer assoldarono il bassista Ken Jackson (Kenn Lund Jacobsen) ed il batterista Michael Fast (Michael Petersen), quest'ultimo, ex membro della heavy metal band danese Hero. Il gruppo celebrò il decimo anno di attività nel 1991 con la pubblicazione del quarto album Sin-Decade, prodotto da Flemming Rasmussen (noto per i suoi lavori con i Metallica). Il gruppo suonò nuovamente a tour in Europa e Giappone. Nel 1993 vedrà la luce il nuovo disco Stripped. Questo era il prodotto finale pubblicato per obblighi contrattuali con l'etichetta, e presentava sonorità notevolmente più morbide, che non riscossero molto successo, soprattutto in Asia.
Nel 1994 il gruppo scioglierà il contratto con la Sony Music firmando per la label tedesca Massacre Records. Il primo risultato di questa svolta fu il nuovo album Scream, prodotto sempre da Flemming Rasmussen, che in Europa sarà pubblicato nel gennaio 1995. Alcune copie limitate includevano la traccia inedita "When It All Comes Down". Quell'anno i Pretty Maids apparirono a diversi festival europei, incluso il Pinkpop di supporto ai Van Halen e il progetto Page/Plant. Alla fine dell'anno passerà alle stampe il tanto atteso live album Screamin' Live, registrato live al the Tivoli di Copenaghen, il 20 giugno 1995.
Nel febbraio 1997 emerse il settimo album Spooked, prodotto da Tommy Hansen (Fate, TNT, Helloween), che includeva inoltre la reinterpretazione dei Kiss "Hard Luck Woman". La versione giapponese del disco vedeva l'aggiunta di tre tracce bonus, "A Love And A Fiction", la reinterpretazione dei The Osmonds "Crazy Horses" e "Where The Blood Runs Deep". Nel 1998 gli Hammerfall registrarono la reinterpretazione dei Pretty Maids "Back to Back" che inclusero nel loro secondo album Legacy of Kings. Un altro solido album del gruppo, Anything Worth Doing, Is Worth Overdoing, vedrà la luce nel febbraio 1999. Nello stesso anno verrà pubblicata la raccolta First Cuts... And Then Some, composta da tutti gli EP della band racchiusi in un solo album. In aggiunta questo includeva anche la reinterpretazione degli Slade "Far Far Away", originariamente pensata per essere inclusa nel disco Stripped.

### Anni '00

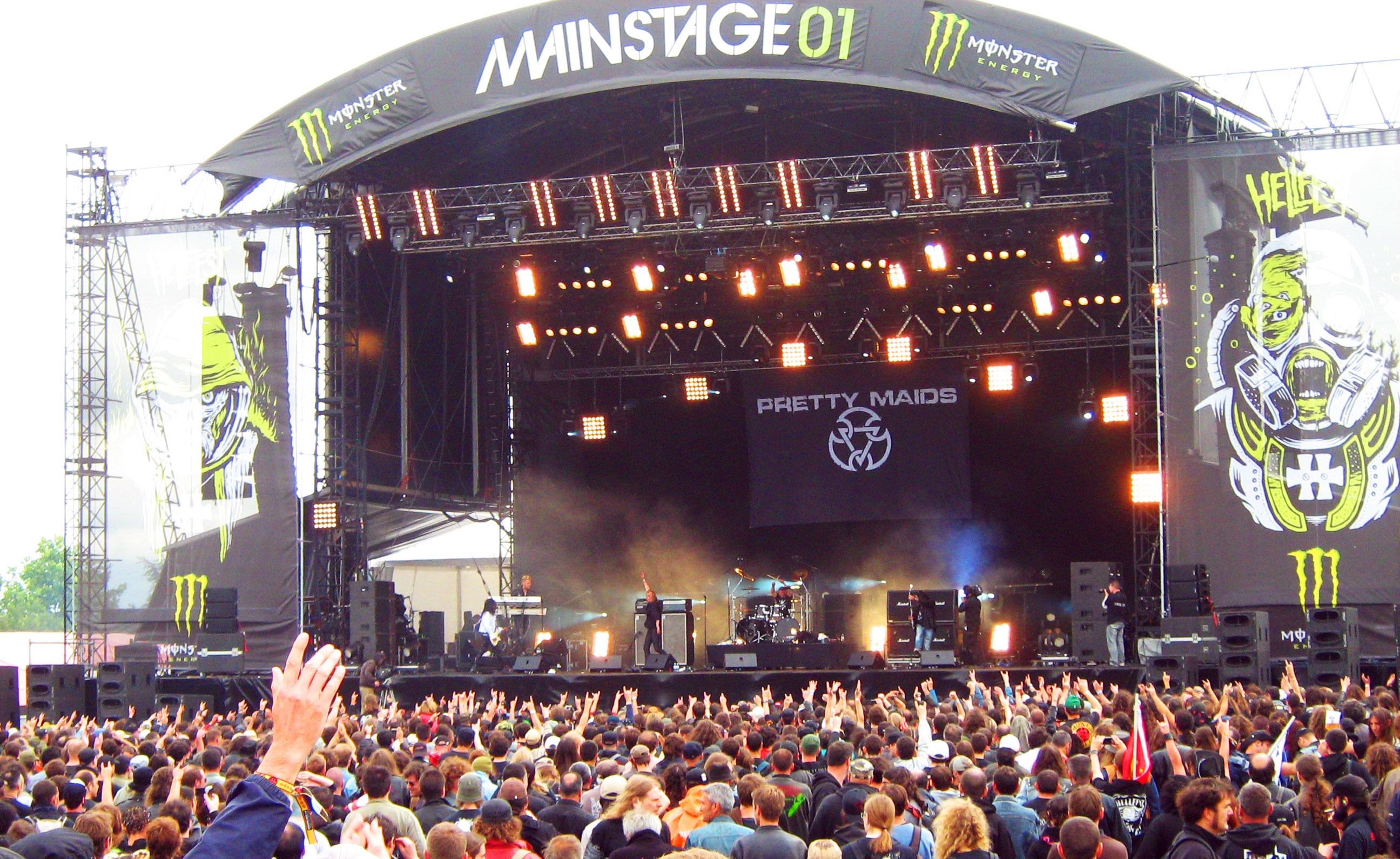
I Pretty Maids all'Hellfest 2010

I tour europei nell'estate 2002 li vedevano supportati dai Royal Hunt. Nel 2003, oltre alle varie partecipazioni ai festival europei, venne stampato il secondo live album Alive At Least. In dicembre venne diagnosticata a Ken Hammer una trombosi al cuore, ma dopo un completo ricovero, il gruppo dedicò l'intero 2004 alle sessioni del nuovo disco. Venner poi arruolato il tastierista Jacob Troutner prima di finire le registrazioni.
La goth metal band danese Withering Surface reinterpretò il loro brano "Future World" che inclusero nella versione giapponese del disco Force The Pace (2004). I Pretty Maids tornarono a far parlare di sé nel 2006, quando venne confermata la pubblicazione del nuovo album Wake up to the Real World, in Europa per l'etichetta italiana Frontiers Records e in Giappone per la JVC Victor Entertainment. A questo punto l'ex batterista dei Royal Hunt e Kingdom Come Allan Tschicaja sostituì Michael Fast. La band apparve a giugno al 'Bang Your Head'festival in Germania con il nuovo tastierista Morten Sandager, proveniente dalla death metal band Mercenary.

### Tempi recenti
Nel maggio del 2010 esce l'album Pandemonium, prodotto da Jacob Hansen e distribuito dalla Frontiers Records, considerato uno dei loro album migliori. Il primo singolo estratto è "Little Drops of Heaven". L'uscita dell'album coincide con la cessazione di collaborazione di Kenn Jackson. Durante le prime esibizioni live, tra la fine del 2010 e gli inizi del 2011, viene sostituito da Hal Patino (King Diamond), ma la sua collaborazione è piuttosto breve. Il 18 aprile viene, infatti, reso noto il nome del nuovo bassista, Rene Shades, che debutta il 22 aprile 2011, in occasione del concerto tenuto a Tivoli di Copenaghen per la celebrazione del 30º anniversario di carriera della band. Il 1º ottobre 2011 in Svizzera, Pratteln, i Pretty Maids registrano il loro primo DVD live durante il concerto in cui ripercorrono la loro trentennale carriera, attraverso l'esecuzione di brani del passato e del presente. "It Comes Alive - (Maid in Switzerland)" esce nel marzo del 2012 e contiene 2 cd ed un DVD Live di quel concerto.
Le partecipazioni ai Festival continuano anche nel 2012. Oltre alle date Europee ci sono quelle oltreoceano. Dal 23 al 27 gennaio sono al "70000 Tons of Metal", su una nave da crociera alle Isole Cayman; il 15 settembre sbarcano al "ProgPower USA" ad Atlanta; tra ottobre e novembre si esibiscono ad Osaka, Tokyo (Giappone) e San Pietroburgo (Russia).
Nella seconda metà del 2012, tra un concerto e l'altro, entrano in sala di registrazione per la realizzazione dell'album Motherland, che uscirà il 22 marzo 2013 in Europa, e che vede come produttore lo stesso Jacob Hansen e come casa discografica la Frontiers Records. L'approccio al disco viene descritto come in linea a quello degli album dell'era Future World e Red, Hot and Heavy, ma con un sound aggiornato e più fresco. Il primo singolo estratto, uscito il 22 gennaio 2013, è "Mother of All Lies", seguito da "Sad To See You Suffer", in uscita il 5 marzo.

## Formazione

### Formazione attuale
- Ronnie Atkins (Paul Christensen) – voce (1981-presente)
- Ken Hammer (Kenneth Hansen) – chitarra (1981-presente)
- René Shades – basso (2011-presente)
- Chris Laney – tastiere (2016-presente)
- Allan Sørensen – batteria (2017-presente)

### Ex componenti
- John Darrow (Johnny Møller) – basso (1981-1984)
- Phil Moorheed (Henrik Andersen) – batteria (1981-1991)
- Pete Collins (Jan Piete) – chitarra (1982-1984, 1985-1989)
- Alan Owen (Allan Nielsen) – tastiere (1982-1990, 2000-2002)
- Rick Hanson – chitarra (1984)
- Allan Delong (Allan Klitgård Jensen) – basso (1984-1991)
- Gerhard Schleifer – chitarra (1987-1988)
- Ricky Marx (Henrik Mark) – chitarra (1989-1991)
- Michael Fast (Michael Petersen) – batteria (1991-2005)
- Kenn Jackson – basso (1991-2010)
- Dominic Gale – tastiere (1992, 1995, 1998, 1999)
- Morten Sandager – tastiere (2006-2016)
- Allan Tschicaja – batteria (2006-2017)

### Turnisti
- Knud Lindhard – voce secondaria
- Benny Petersen – chitarra (1984)
- Henrik Hilsson – tastiere (1993)
- Jørgen Thorup – tastiere (2000)
- René Shades – chitarra (2004)
- Jacob Troutner – tastiere (2004)

## Discografia

### Album in studio
- 1984 – Red, Hot and Heavy
- 1987 – Future World
- 1990 – Jump the Gun (pubblicato come Lethal Heroes negli USA)
- 1992 – Sin-Decade
- 1993 – Stripped
- 1994 – Scream
- 1997 – Spooked
- 1999 – Anything Worth Doing, Is Worth Overdoing
- 2000 – Carpe Diem
- 2002 – Planet Panic
- 2006 – Wake up to the Real World
- 2010 – Pandemonium
- 2013 – Motherland
- 2014 – Louder Than Ever
- 2016 – Kingmaker
- 2019 – Undress your Madness

### Album dal vivo
- 1995 – Screamin' Live
- 2003 – Alive at Least
- 2012 – It Comes Alive

### Raccolte
- 1998 – The Best of: Back to Back
- 1999 – First Cuts...And then Some